# Korynia carmela
Korynia carmela är en mångfotingart som beskrevs av Chamberlin 1941. Korynia carmela ingår i släktet Korynia och familjen storjordkrypare. Inga underarter finns listade i Catalogue of Life.